# 一號球場
一號球場（英語：No. 1 Court）是一個位於英國倫敦溫布頓全英草地網球和門球俱樂部的網球場。這座球場開幕於1997年，取代舊的一號球場。一號球場主要用於舉辦温布尔登网球锦标赛賽事，有時也作為台維斯盃英國隊的主場球場使用。而全英草地網球和門球俱樂部另一個主要球場中央球場則僅用來舉辦溫網賽事（例外是2012年奧運會）。
一號球場可以容納12,345名觀眾。舊的一號球場修建於1924年，位於中央球場西側，可以容納7,328名觀眾。舊一號球場原址上現建有千禧大廈（Millennium Building）、媒體中心和球員及會員、官員設施。

## 舊一號球場

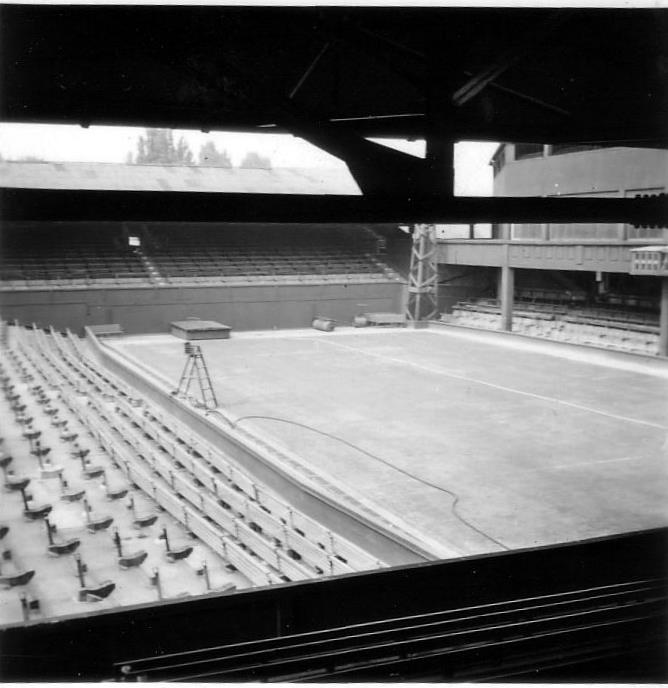
已拆除的一號球場

最初的一號球場修建於1924年，緊鄰中央球場的西側。在舊的一號球場舉辦的第一場比賽是英國選手布萊恩·吉爾伯特（Brian Gilbert）和诺埃尔·特恩布尔（Noel Turnbull）之間的比賽；第一場女子比賽則是在第一場比賽的翌日舉辦，在蘇珊·朗格倫（Suzanne Lenglen）和西爾維亞·拉姆利-埃利斯（Sylvia Lumley-Ellis）之間舉行。一號球場最初可以容納約3,250名觀眾（2,500個座席及約750個站席），後增加到7,328名觀眾（1929年增加了700席、1939年增加了450席、1955年增加了900席、1981年增加了1,250席，令座席數達6,508席。舊的一號球場規模小於現在的一號球場，但被認為擁有更獨特和親密的氣氛，被很多選手喜愛。
1946年至1972年，英美女子網球對抗賽懷特曼盃在一號球場舉辦。
由於可容納觀眾人數太少，舊的一號球場在1997年被位於中央球場北側奧蘭吉公園（Aorangi Park）的新一號球場取代。舊一號球場被拆除，其原址上現在有千禧大廈、媒體中心、以及由球員、會員和官員使用的設施。

## 現在的一號球場

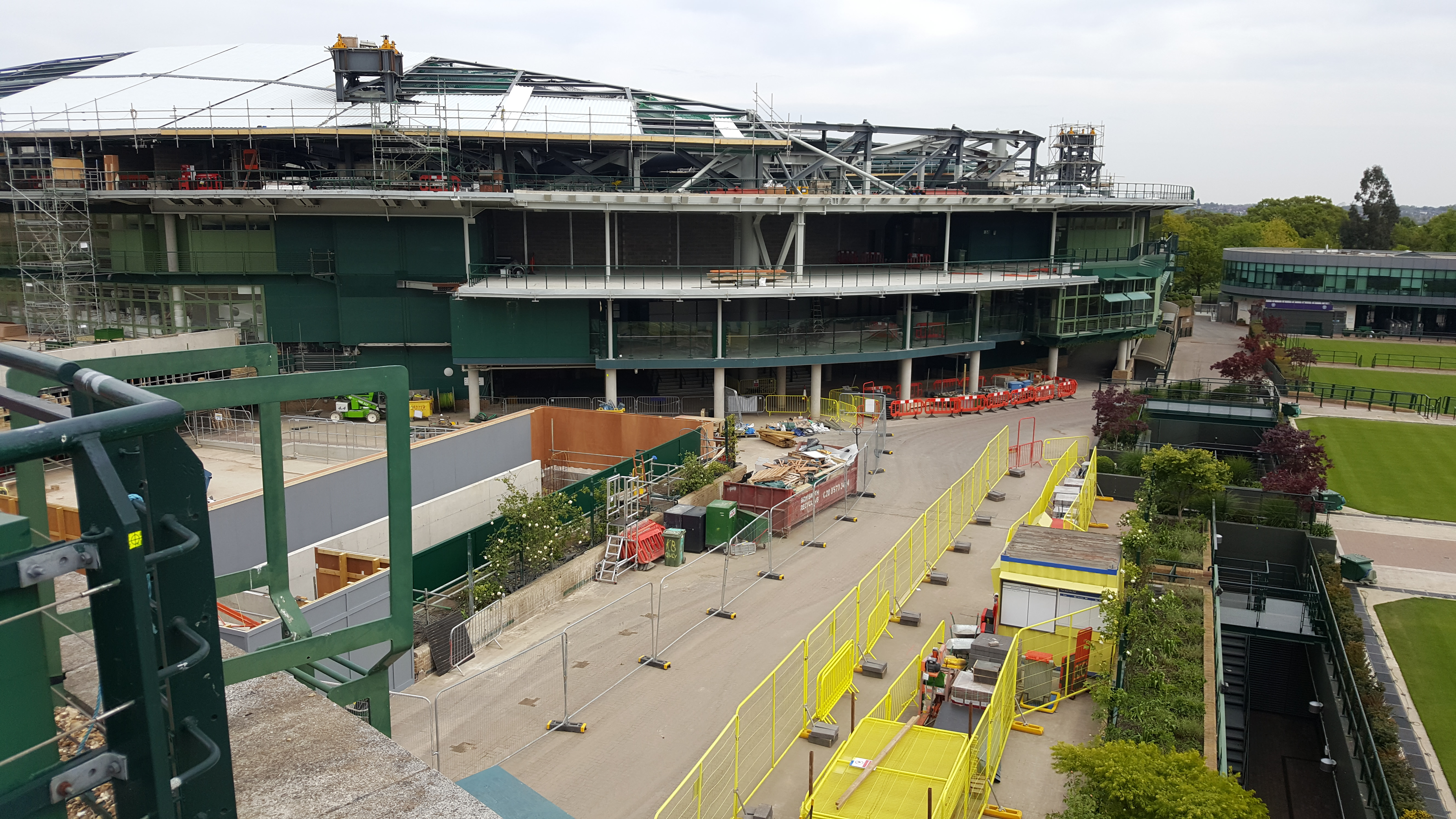
2017年4月時正在翻新的一號球場

位於奧蘭吉公園的現一號球場修建於1997年，最初可容納11,432名觀眾。新的一號球場開幕於1997年6月23日。在開幕典禮上，有10位至少三次奪冠的前冠軍球手獲贈一面獎盤。在新一號球場舉辦的第一場比賽是在蒂姆·亨曼和丹尼尔·内斯特之間舉行。

### 伸縮式屋頂
2013年4月，全英草地網球和門球俱樂部證實將會在一號球場上方修建可伸縮的屋頂。在新設伸縮式屋頂的同時，一號球場的觀眾容納數亦增加了約1,000席，增加到12,345人。
屋頂在2019年温布尔登网球锦标赛開始之前竣工，並在2019年5月揭幕。伸縮式屋頂第一次派上用場是在2019年7月4日的一場男子雙打比賽，安迪·穆雷和皮埃尔-于格·埃贝尔參加了這場比賽。

## 外部連結
- No. 1 Court tour and information
- Photo of the pre-1997 No.1 Court （页面存档备份，存于）